# Этапль (кантон)
Этапль (фр. d'Étaples) — кантон во Франции, находится в регионе О-де-Франс, департамент Па-де-Кале. Входит в состав округа Монтрёй.

## История
До 2015 года в состав кантона входили коммуны:
Аттен, Берньёль, Бётен, Брексан-Энок, Видем,  Камье, Кормон, Лефо, Лонвилье, Маревиль, Монкаврель, Рек-сюр-Курс, Тюберсан, Франк, Энксан, Эстре, Эстреэль, Этапль, Юберсан.
В результате реформы 2015 года  состав кантона был изменен: в его состав были включены отдельные коммуны упраздненного кантона Монтрёй.

## Состав кантона с 22 марта 2015 года
В состав кантона входят коммуны (население по данным Национального института статистики Архивная копия от 7 ноября 2021 на Wayback Machine за 2018 г.):
- Брексан-Энок (668 чел.)
- Видем (244 чел.)
- Камье (2 748 чел.)
- Кормон (312 чел.)
- Кюк (5 092 чел.)
- Ле-Туке-Пари-Плаж (4 229 чел.)
- Лефо (236 чел.)
- Лонвилье (250 чел.)
- Маревиль (103 чел.)
- Мерлимон (3 374 чел.)
- Сен-Жос (1 128 чел.)
- Сент-Обен (267 чел.)
- Тюберсан (550 чел.)
- Франк (860 чел.)
- Этапль (10 926 чел.)

## Политика
На президентских выборах 2022 г. жители кантона отдали в 1-м туре Эмманюэлю Макрону 40,7 % голосов против 27,2 % у Марин Ле Пен и 9,1 % у Жана-Люка Меланшона; во 2-м туре в кантоне победил Макрон, получивший 58,2 % голосов. (2017 год. 1 тур: Эмманюэль Макрон – 27,0 %, Франсуа Фийон – 26,8 %, Марин Ле Пен – 24,5 %, Жан-Люк Меланшон – 11,5 %; 2 тур: Макрон – 62,3 %. 2012 год. 1 тур: Николя Саркози — 37,2 %, Франсуа Олланд — 21,7 %, Марин Ле Пен — 21,4 %; 2 тур: Саркози — 59,9 %).
С 2015 года кантон в Совете департамента Па-де-Кале представляют мэр коммуны Лефо Женевьев Маргерит (Geneviève Margueritte) и мэр города Этапль Филипп Фе (Philippe Fait) (оба — Союз демократов и независимых).
|                | Кандидаты                      | Партия                   | Первый тур | Первый тур     | Второй тур | Второй тур |
| Кол-во голосов | Кандидаты                      | Партия                   | % голосов  | Кол-во голосов | % голосов  |            |
| -------------- | ------------------------------ | ------------------------ | ---------- | -------------- | ---------- | ---------- |
|                | Женевьев Маргерит Филипп Фе    | Правый блок              | 5 573      | 63,41          | 6 914      | 78,73      |
|                | Орели Байе Гийом Дельпланк     | Национальное объединение | 1 895      | 21,56          | 1 868      | 21,27      |
|                | Ингрид Девос Франсуа Эммерлинк | Разные левые             | 1 321      | 15,03          |            |            |

|                | Кандидаты                           | Партия             | Первый тур | Первый тур     | Второй тур | Второй тур |
| Кол-во голосов | Кандидаты                           | Партия             | % голосов  | Кол-во голосов | % голосов  |            |
| -------------- | ----------------------------------- | ------------------ | ---------- | -------------- | ---------- | ---------- |
|                | Женевьев Маргерит Филипп Фе         | Правый блок        | 5 294      | 44,26          | 7 140      | 62,47      |
|                | Франсис Леруа Элиз Фийетт           | Национальный фронт | 3 865      | 32,31          | 4 290      | 37,53      |
|                | Фанни Бенуа Стефан Санье            | Левый блок         | 1 733      | 14,49          |            |            |
|                | Жан-Поль Анер Брижитт Сьодмак-Перон | Независимые        | 1 070      | 8,94           |            |            |

|  | Кандидат          | Партия                  | % голосов |
|  | ----------------- | ----------------------- | --------- |
|  | Женевьев Маргерит | Новый центр             | 50,48     |
|  | Жан-Бернар Киффер | Социалистическая партия | 49,52     |

|  | Кандидат          | Партия                         | % голосов |
|  | ----------------- | ------------------------------ | --------- |
|  | Люсиль Биго       | Союз за французскую демократию | 53,86     |
|  | Жан-Бернар Киффер | Социалистическая партия        | 46,14     |